# Landhaus Welgelegen

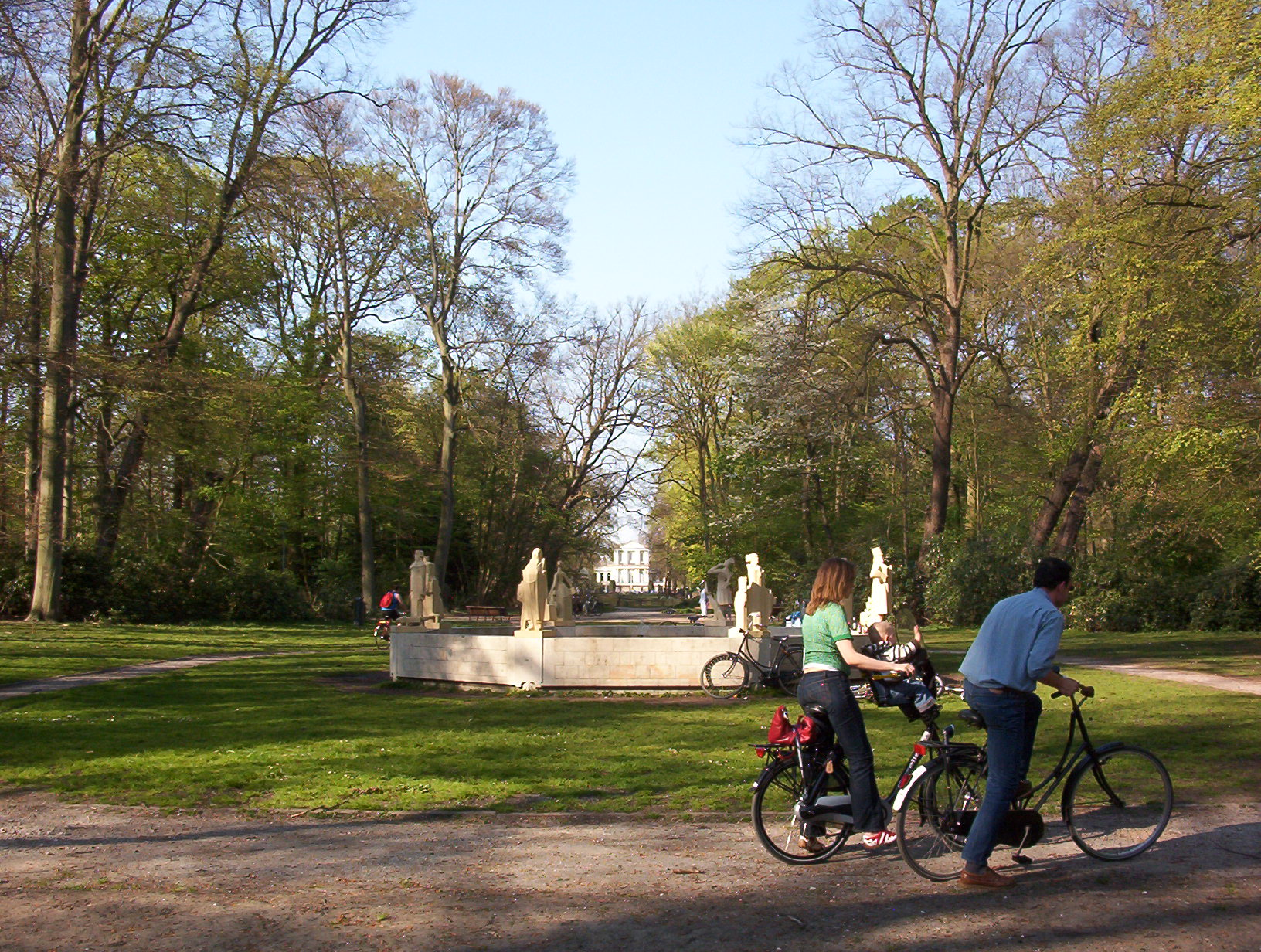
Landhaus Welgelegen, vom Haarlemmerhout aus gesehen und dem Hildebrand-Denkmal im Vordergrund

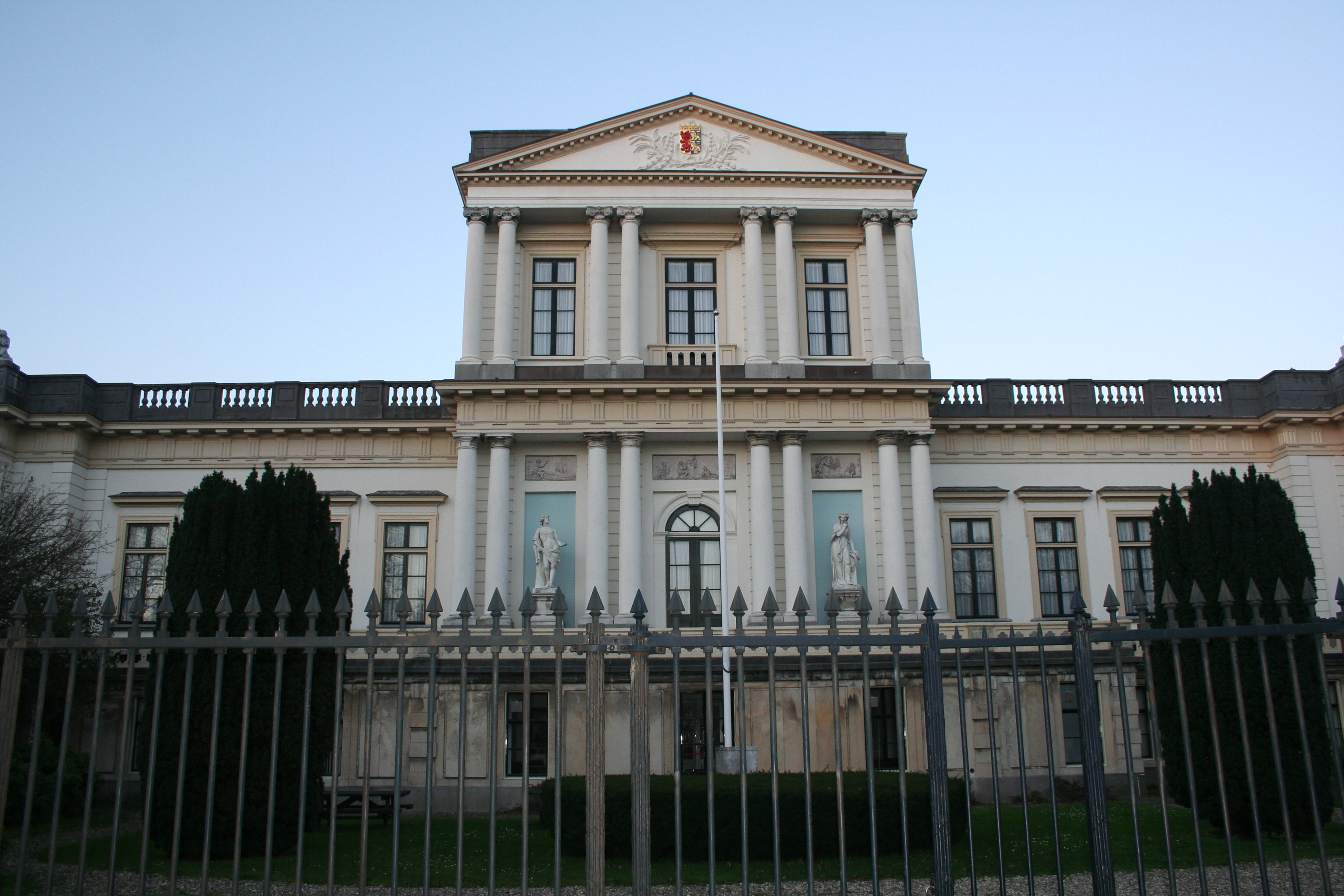
Landhaus Welgelegen

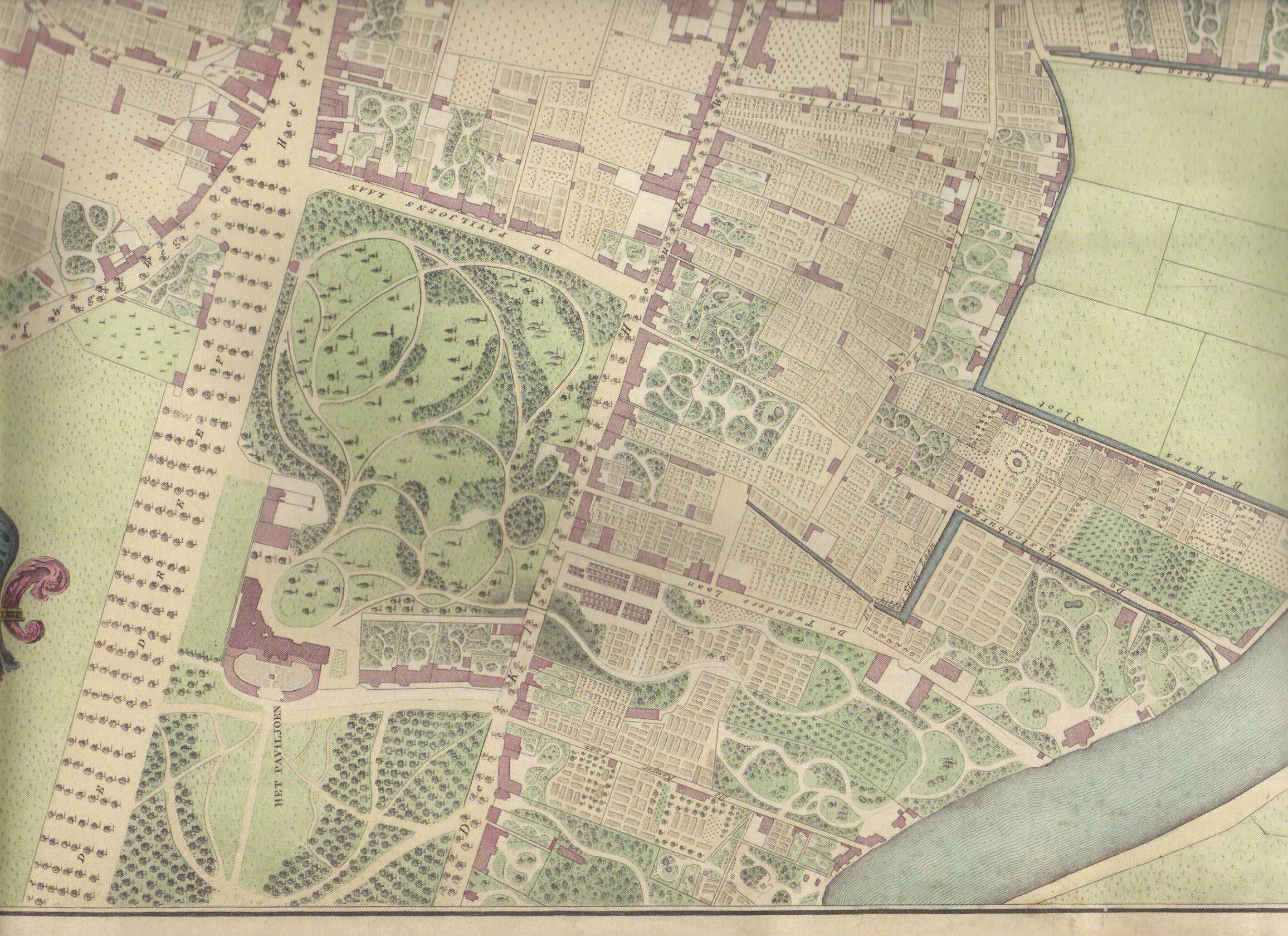
Grundriss des Anwesens um das Landgut von 1828

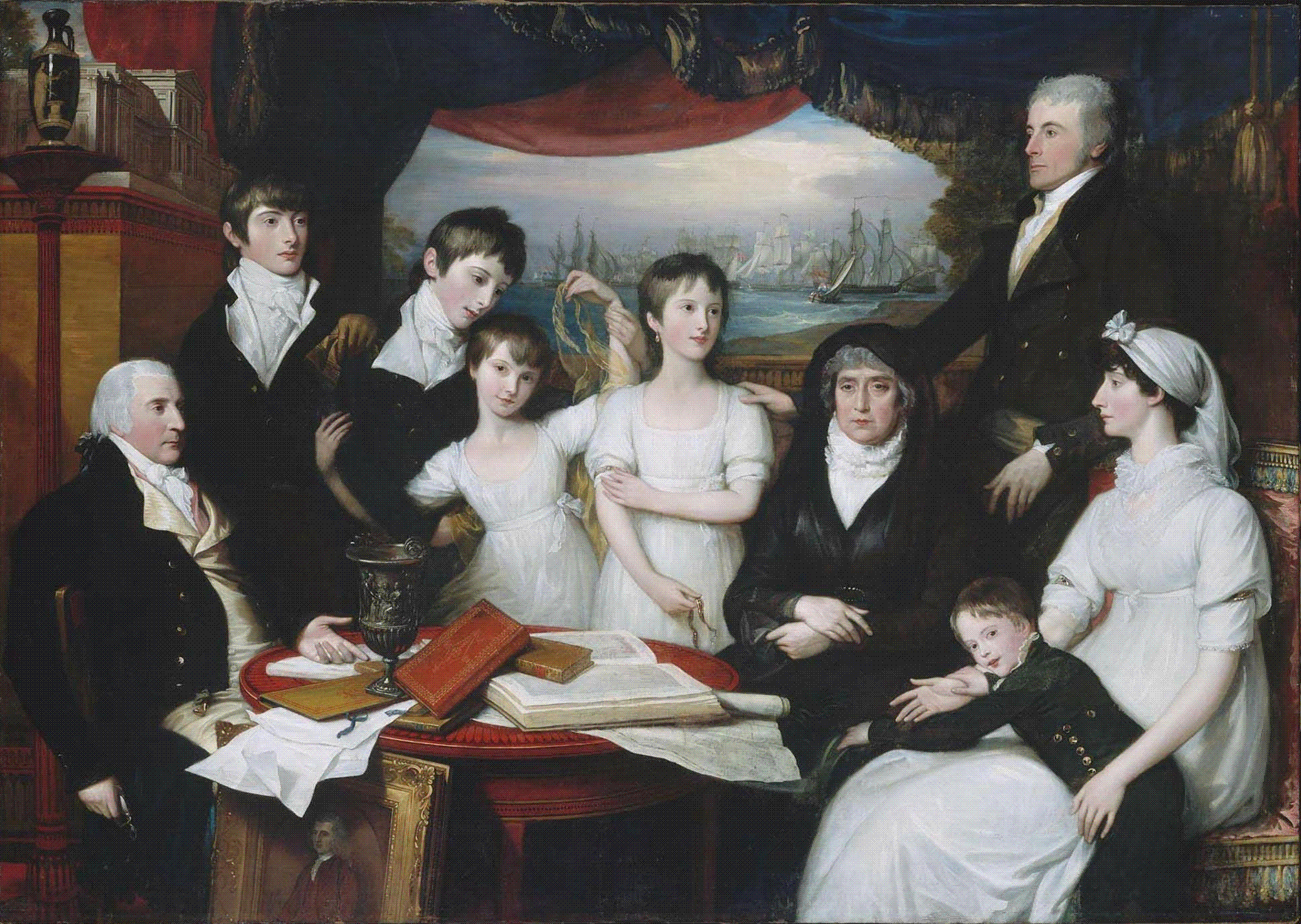
Die Familie Hope, ca. 1804 im Londoner Exil, gemalt von Benjamin West

Landhaus Welgelegen, das heutige Provinzhaus von Nordholland, liegt an dem Haarlemmerhout in Haarlem. Es wurde zum Rijksmonument erklärt. 

## Gebäude
1769 erwarb der Amsterdamer Henry Hope, Bankier und Teilhaber der Firma Hope & Co., die Hofstelle Welgelegen unweit Haarlem. Die Gebäude ließ er abreißen, um von 1786 bis 1789 eine ungewöhnlich große Villa erstellen zu lassen. Landhaus Welgelegen ist das einzige Gebäude in den Niederlanden im reinen neoklassizistischen Stil. Der Name des Architekten ist nur aus einer einzigen Quelle bekannt: Rund 40 Jahre nach der Erstellung des Landguts erschien ein Buch des Genter Architekten P.J. Gotghebuer. Ihm zufolge wurden die Entwurfsskizzen für das Anwesen von Triquetti, dem damaligen sardischen Konsul in Amsterdam gefertigt, während der Architekt Jean-Baptiste Dubois (1762–1851) Ausführung und Bauaufsicht übernahm. Der niederländische Architekt und Professor Engelbert Hendrik Ter Kuile indessen schrieb das Gebäude 1975 dem Architekten Leendert Viervant zu. Möglicherweise wurde der Architekt von dem Hôtel de Salm in Paris inspiriert, das im Auftrag von Friedrich III. (Salm-Kyrburg) errichtet wurde.
Henry Hope nutzte die Räumlichkeiten hauptsächlich, um seine ausgedehnte Kunstsammlung auszustellen. Die Einrichtung erinnert noch an diese ursprüngliche Funktion. Auch befinden sich in den Räumlichkeiten noch einige Werke aus der Sammlung.
1794 flüchtete die Familie Hope vor den Truppen Napoléons nach England.
1810 wurde das Anwesen per Dekret Napoléons unter das Eigentum der Französischen Krone gestellt. Nach der französischen Besetzung kam es 1814 in den Besitz der Niederlande, die die Nießbrauch Prinzessin Wilhelmina überließen. Nach deren Tod beschloss König Willem I. 1828, in den Räumlichkeiten ein Museum für Gegenwartskunst einzurichten. 1885 wurde das „Museum van levende nederlandsche meesters“ geschlossen, daneben wurde das Landgut für diverse andere Museen genutzt: 1853 bis 1864 ein Geologisches Museum, von 1871 bis 1923 ein Kolonial-Museum, von 1877 bis 1926 das Museum für Kunstgewerbe und von 1913 bis 1918 ein fotografisches Museum.
Ab 1881 war eine Kunstgewerbe-Schule im früheren Kutschenhaus untergebracht. 1942 wurde das Haus für die Öffentlichkeit geschlossen und die Provinzregierung zog von der Jansstraat in Haarlem in das Landhaus.